# 조양문
조양문(朝陽門)은 충청남도 홍성군 홍성읍에 위치한 홍주읍성의 4대문 중 하나이다. 대한민국 사적 제231호로 제정되어 있다.

## 개요
홍주성의 동문으로 서문인 경의문, 북문인 망화문의 문액은 흥선대원군이 친필로 하사하였으나 망실되었다. 일제강점기에 서문과 북문은 없어지고 조양문마저 파괴하려고 하였으나 읍민들의 결사적인 반대로 화를 면하였다. 1906년에 을사늑약에 반대한 홍주의병과 일본군이 치열하게 전투를 벌인 역사의 현장이기도 하다.

## 같이 보기
- 대한민국의 사적